# شرفلية مشوهة
شرفلية مشوهة (الاسم العلمي:Scherffelia deformis) هي نوع من طحالب خضراء تتبع جنس الشرفلية من فصيلة الخضرية المتشجرة.